# دزدان خیابان جردن
دزدان خیابان جردن فیلمی به کارگردانی وحید اسلامی و تهیه کنندگی داریوش بابائیان محصول سال ۱۳۸۹ است.

## بازیگران
- فتحعلی اویسی
- ارژنگ امیرفضلی
- رضا شفیعی‌جم
- حدیث فولادوند
- رابعه اسکویی
- محمد شیری
- رضا حسینی
- محمدرضا اسماعیلی
- ناصر سهرابی
- حسینعلی قورچی
- امیررضا زرین‌بخش
- آرمین نوروزی
- حمید گودرزی
- نسیم فطرت